# Glaucos fils de Minos
Pour les articles homonymes, voir Glaucos.

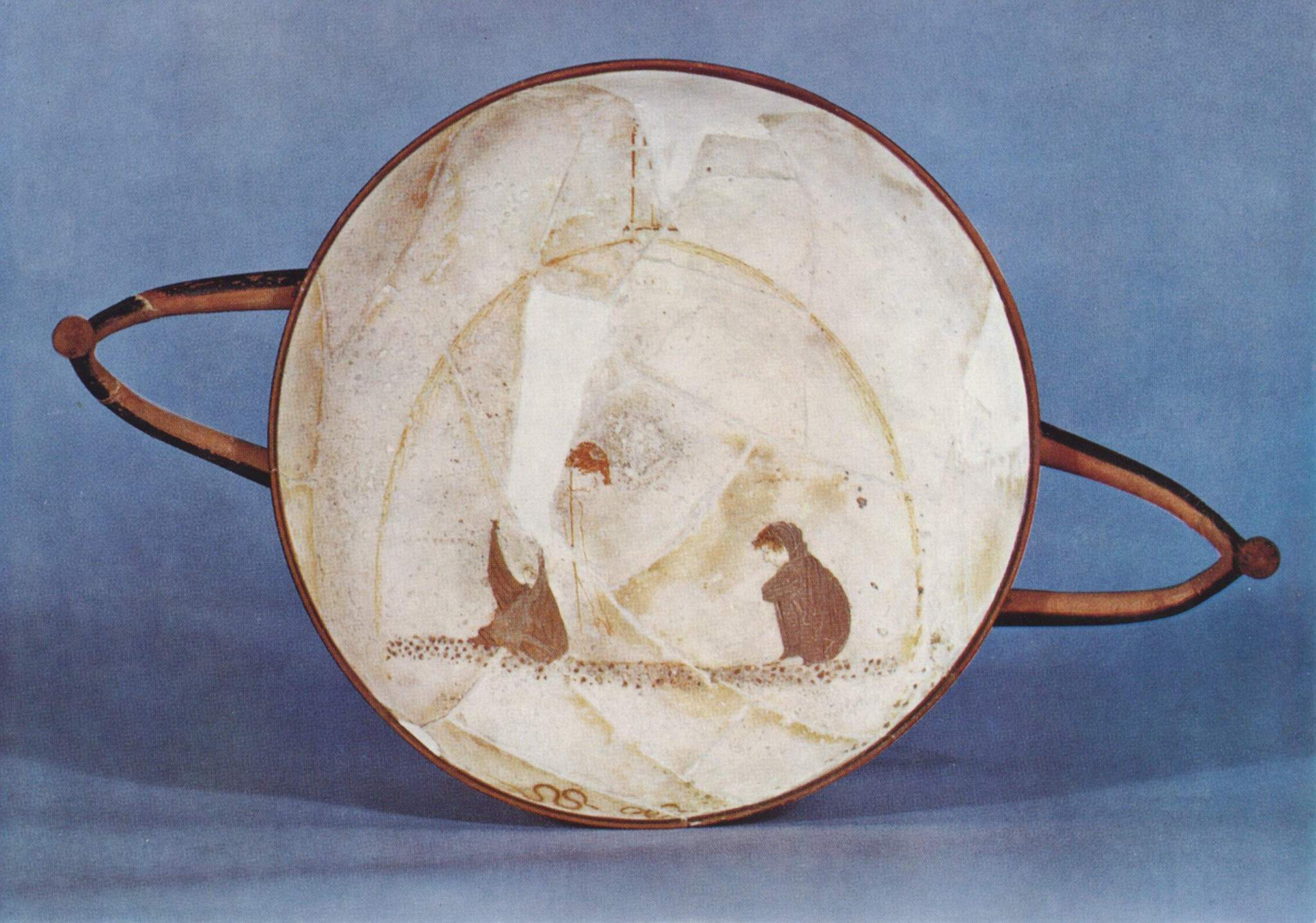
Glaucos et Polyeidos au tombeau, coupe attribuée au peintre Sotades, 460-450 av. J.-C. (British Museum)

Glaucos est un mortel de la mythologie grecque, fils du roi de Crète Minos et de son épouse Pasiphaé. 

## Famille
Glaucos est le fils de Minos et de Pasiphaé. Cela fait de lui le frère d'Androgée, Ariane, Phèdre, Deucalion, Catrée, Acacallis et Xénodicé. Il est également le demi-frère du Minotaure par sa mère.
Glaucos a une fille appelée Deiphobe, la prêtresse d'Apollon Phoebus et Diana Trivia qui figure dans L'Énéide, dans le livre 6. 

## Mythe antique

### Jeunesse de Glaucos et sa résurrection
Selon la légende rapportée par Apollodore, Glaucos, encore enfant, se noya dans une jarre de miel en suivant une souris.
Ses parents, ne le retrouvant pas, consultèrent l'Oracle, lequel répondit que celui qui parviendrait à dépeindre le prodige venant de s'accomplir dans le pays trouverait l'enfant et lui rendrait la vie.
Or, venait de naître dans le cheptel de Minos une génisse changeant de couleur trois fois par jour : blanche au matin, rouge à midi et noire pendant la nuit. Polyidos, le devin consulté, ayant dit : « Cet animal ressemble à une mûre venant à maturité ! », Minos l'envoya à la recherche de Glaucos.
Lorsque Polyidos ramena le corps de l'enfant, il fut sommé de lui rendre la vie et fut enfermé dans le tombeau avec le cadavre.
Il s'attendait à une mort lente quand il aperçut un serpent près du corps. Il le tua mais, un autre serpent surgit, tenant dans sa gueule une herbe qu'il posa sur son congénère, lequel ressuscita. N'osant y croire, Polyidos s'empara de l'herbe, la déposa sur l'enfant et la même chose se produisit. Tous deux crièrent et ils furent extraits de la tombe.
Minos, n'eut pas la gratitude de rendre la liberté au devin, mais exigea encore qu'il initie Glaucos à son art. Polyidos, à contrecœur, dut obéir mais ne désespérait pas d'avoir un jour la possibilité de se venger de l'intransigeance de Minos. 
Sa mission exécutée avec succès, Polyidos eut enfin droit à sa liberté. Il s'apprêtait à embarquer sur le navire qui le ramènerait chez lui quand il demanda à Glaucos de lui cracher dans la bouche : c'est ainsi que le jeune garçon oublia tout ce que le devin lui avait appris.
L'histoire de Polyidos et Glaucos a fait l'objet d'une pièce perdue attribuée à Euripide.

### Vie adulte
Glaucos a ensuite dirigé une armée qui a attaqué l'Italie, leur présentant la ceinture et le bouclier militaires. C'est la source de son nom italien, Labicus, qui signifie « ceinturé ».

## Dans la littérature antique
Glaucos apparaissait dans plusieurs pièces de théâtre athéniennes du Ve siècle av. J.-C. Sa mort et sa résurrection par Polyidos formaient le sujet des Crétoises d'Eschyle et des Devins de Sophocle, puis du Polyidos d'Euripide. Aristophane compose de son côté une comédie, Polyidos, qui parodiait probablement l'histoire. Ces pièces sont perdues à l'exception de quelques fragments, citations et allusions chez d'autres auteurs antiques.
L'histoire de Glaucos est conservée par des auteurs postérieurs. Le Pseudo-Apollodore la raconte dans sa Bibliothèque. Hygin l'évoque brièvement dans les Fables.
Dès le IVe siècle av. J.-C., Palaïphatos, dans ses Histoires incroyables, critique l'invraisemblance d'une résurrection et imagine un déroulement plus réaliste pour le mythe : Glaucos perd simplement connaissance et Polyidos le ranime.